# ویلیام برود
ویلیام برود (انگلیسی: William Broad؛ زادهٔ march ۷, ۱۹۵۱ (۷۴ سال)) روزنامه‌نگار اهل ایالات متحده آمریکا است.
همچنین برندهٔ جوایزی همچون جایزه پولیتزر شده‌است.